# Dicranomyia spinifera
Dicranomyia spinifera är en tvåvingeart som beskrevs av Alexander 1927. Dicranomyia spinifera ingår i släktet Dicranomyia och familjen småharkrankar. Inga underarter finns listade i Catalogue of Life.